# 乃美織江
乃美 織江（のみ おりえ）は、幕末の長州藩士。

## 生涯

### 家督相続と幕末の動乱
乃美宗勝の従兄弟である乃美隆興の末裔である長州藩士乃美八郎右衛門の子として生まれる。天保13年（1842年）11月、記録所出頭役見習として江戸に赴く（翌年4月帰国）。安政元年（1854年）1月より相州備場警備を担当（翌年3月帰国）。安政4年（1857年）1月に家督を継ぎ、安政5年（1858年）2月に大組の先手物頭役となる。文久2年（1862年）に上京して目付役、京都留守居役となる。
文久3年（1863年）2月に帰国し、3月より明倫館目付役となるが、八月十八日の政変の後、上京して再び京都留守居役となる。しかし、対馬藩邸を本拠地に「志士の総管」としてそれまでも長州藩の実質的な京都留守居役として活動していた桂小五郎（木戸孝允）が、正式に長州藩京都留守居役に抜擢されることになったため、桂より11歳年長の織江が実質留守居助役へ降格された。

### 池田屋事件
元治元年6月5日（1864年7月8日）の池田屋事件の際に、織江は河原町の長州藩邸の邸門を閉ざした責任者であった。翌日、長州藩邸のすぐ近くで死亡していた吉田稔麿を自ら発見し、長州藩に報告した。同時に、「桂小五郎が殺された」と時期尚早に長州藩に誤報を知らせ長州藩内を過剰に激昂させてしまう失態を犯した。更に桂が生きていると対馬藩邸から秘かに伝えられるや否や、今度は「桂小五郎は屋根伝いに逃げたらしい」と、またもや誤報を藩に報告し、桂を非常に苦しい立場に追いやってしまった。
池田屋事件は新撰組局長・近藤勇の報告によれば即死7名・負傷4名・捕縛23名であり、宮内省『殉難録稿』によれば池田屋に参集していた志士は16名であるが、池田屋2階の奥座敷に突撃したの新撰組は近藤勇・沖田総司・永倉新八・藤堂平助のわずか4名であった。
池田屋から対馬藩邸まで逃げられるような屋根が池田屋に無いなど、乃美織江の藩への報告・手記『池田屋事変』『乃美宣在職筆記』は矛盾を抱えているため、明治維新後、木戸孝允本人に確認した上で『桂小五郎京都変動ノ際動静』が著わされている。
それによれば、桂はいったん池田屋を訪ねたものの、志士がまだ集まっていなかったため、かねてから深く関わっていた対馬藩内の派閥抗争を解決するため対馬藩邸を訪れていたところ、外から帰ってきた対馬藩の大島友之允から池田屋が会津藩兵・新撰組に取り囲まれて襲撃されていることを知らされ、小五郎はいざ仲間の救出に向かおうとするものの大島に固く押し留められていた、とある。ただし、鳥取藩士・安達清風の日記によれば、大島は事件当日に江戸におり、事件のことを知ったのも6月13日になってからであるため、この話は事実ではないとする見解もある。
翌7月、桂の立場を非常に悪くしてしまった織江自身がその責任を取る形で、毛利藩主父子雪冤のための率兵嘆願を孝明天皇や朝廷に対して強引に行なおうとしている福原元僴らを（桂の代わりに）自ら説得して自重を求めるが相手にされず、藩邸にて大酒を飲み、禁門の変勃発後は長州藩邸に火を放って西本願寺に逃走してしまった。
西本願寺では会津藩兵士に取り囲まれて自害しようとしたが僧侶に制止されたため、更に大阪方面に逃走して帰藩した。
明治維新後、明治3年（1870年）10月より山口藩大属として萩部支庁などに勤務し、明治18年（1885年）8月に隠居。明治22年（1889年）より淡路島の伊弉諾神社宮司を務めた。明治39年（1906年）、山口県阿武郡萩町江向の自宅で死去。84歳没。